# James Calado
Pour les articles homonymes, voir Calado.
James Calado est un pilote automobile britannique, né le 13 juin 1989 à Cropthorne, en Grande-Bretagne. Engagé sur la Ferrari 499P officielle pour le championnat du monde d'endurance en 2023, il fait partie de l'équipage vainqueur des 24 Heures du Mans 2023.

## Carrière
- 2008: British Formula Renault Championship
- 2009: Eurocup Formula Renault 2.0
- 2010: Championnat de Grande-Bretagne de Formule 3
- 2011: Vice-champion de GP3 Series
- 2012: 5e de GP2 Series
- 2013: 3e de GP2 Series et pilote essayeur de Force India
- 2014: Championnat du monde d'endurance LMGTE Pro, 7e
- 2015: Championnat du monde d'endurance LMGTE Pro, 3e
- 2016: Championnat du monde d'endurance LMGTE Pro, 3e
- Champion GTE WEC 2017
- 2019: Vainqueur des 24h du Mans en LMGTE Pro
- 2021 Vainqueur des 24h du Mans en LMGTE Pro et champion en LMGTE Pro
- 2022 Champion WEC GTE Pro
- 2023: Vainqueur des 24 Heures du Mans avec Ferrari AF Corse
- 2024: Vainqueur des 24 Heures de Daytona avec Risi Competizione en GTD Pro

## Résultats aux 24 Heures du Mans
| Année | Écurie           | Équipiers                                | Voiture                | Classe     | Tours | Pos.    | Class. Pos. |
| ----- | ---------------- | ---------------------------------------- | ---------------------- | ---------- | ----- | ------- | ----------- |
| 2015  | AF Corse         | Davide Rigon Olivier Beretta             | Ferrari 458 Italia GT2 | LM GTE Pro | 332   | 21e     | 3e          |
| 2016  | AF Corse         | Gianmaria Bruni Alessandro Pier Guidi    | Ferrari 488 GTE        | LM GTE Pro | 179   | Abandon | Abandon     |
| 2017  | AF Corse         | Alessandro Pier Guidi Michele Rugolo     | Ferrari 488 GTE        | LM GTE Pro | 312   | 47e     | 11e         |
| 2018  | AF Corse         | Alessandro Pier Guidi Daniel Serra       | Ferrari 488 GTE Evo    | LM GTE Pro | 339   | 22e     | 7e          |
| 2019  | AF Corse         | Alessandro Pier Guidi Daniel Serra       | Ferrari 488 GTE Evo    | LM GTE Pro | 342   | 20e     | 1er         |
| 2020  | AF Corse         | Alessandro Pier Guidi Daniel Serra       | Ferrari 488 GTE Evo    | LM GTE Pro | 346   | 21e     | 2e          |
| 2021  | AF Corse         | Alessandro Pier Guidi Côme Ledogar       | Ferrari 488 GTE Evo    | LM GTE Pro | 345   | 20e     | 1er         |
| 2022  | AF Corse         | Alessandro Pier Guidi Daniel Serra       | Ferrari 488 GTE Evo    | LM GTE Pro | 350   | 29e     | 2e          |
| 2023  | Ferrari AF Corse | Alessandro Pier Guidi Antonio Giovinazzi | Ferrari 499P           | Hypercar   | 342   | 1er     | 1er         |
| 2024  | Ferrari AF Corse | Alessandro Pier Guidi Antonio Giovinazzi | Ferrari 499P           | Hypercar   | 311   | 3e      | 3e          |
| 2025  | Ferrari AF Corse | Alessandro Pier Guidi Antonio Giovinazzi | Ferrari 499P           | Hypercar   | 387   | 3e      | 3e          |